# Rugosocleptes rugicollis
Rugosocleptes rugicollis là một loài bọ cánh cứng trong họ Cerambycidae.